# Futbol Klubu Qarabağ Ağdam 2010-2011
Questa voce raccoglie le informazioni riguardanti il Futbol Klubu Qarabağ Ağdam nelle competizioni ufficiali della stagione 2010-2011.

## Rosa
Fonte:
| N. |                        | Ruolo | Calciatore         |
| -- | ---------------------- | ----- | ------------------ |
|    | Azerbaigian (bandiera) | P     | Bakhtiyar Gozalov  |
|    | Azerbaigian (bandiera) | P     | Sahil Kerimov      |
|    | Serbia (bandiera)      | P     | Bojan Pavlović     |
|    | Azerbaigian (bandiera) | P     | Farhad Valiyev     |
|    | Azerbaigian (bandiera) | D     | Ayxan Abbasov      |
|    | Azerbaigian (bandiera) | D     | Samir Abbasov      |
|    | Albania (bandiera)     | D     | Ansi Agolli        |
|    | Azerbaigian (bandiera) | D     | Zaur Həşimov       |
|    | Azerbaigian (bandiera) | D     | Aftandil Hadzhiyev |
|    | Azerbaigian (bandiera) | D     | Aslan Kərimov      |
|    | Azerbaigian (bandiera) | D     | Maksim Medvedev    |
|    | Azerbaigian (bandiera) | D     | İlqar Qurbanov     |
|    | Azerbaigian (bandiera) | D     | Rəşad F. Sadıqov   |
|    | Albania (bandiera)     | D     | Admir Teli         |
|    | Azerbaigian (bandiera) | D     | Namig Yusifov      |

| N. |                               | Ruolo | Calciatore         |
| -- | ----------------------------- | ----- | ------------------ |
|    | Turchia (bandiera)            | C     | Devran Ayhan       |
|    | Azerbaigian (bandiera)        | C     | Emin İmaməliyev    |
|    | Azerbaigian (bandiera)        | C     | Əfran İsmayılov    |
|    | Azerbaigian (bandiera)        | C     | Rəşad Kərimov      |
|    | Azerbaigian (bandiera)        | C     | Elvin Məmmədov     |
|    | Macedonia del Nord (bandiera) | C     | Nderim Nedzipi     |
|    | Azerbaigian (bandiera)        | C     | Qara Qarayev       |
|    | Lettonia (bandiera)           | C     | Andrejs Rubins     |
|    | Azerbaigian (bandiera)        | C     | Rəşad Ə. Sadıqov   |
|    | Georgia (bandiera)            | A     | Georgi Adamia      |
|    | Azerbaigian (bandiera)        | A     | Rauf Əliyev        |
|    | Azerbaigian (bandiera)        | A     | Tural Isgandarov   |
|    | Azerbaigian (bandiera)        | A     | Vüqar Nadirov      |
|    | Azerbaigian (bandiera)        | A     | Bavhtiyar Soltanov |